# Mark Linkous
Frederick Mark Linkous (Arlington, 9 september 1962 – Knoxville, 6 maart 2010) was een Amerikaans zanger, liedjesschrijver en muziekproducent. Hij was oprichter en enig permanent lid van de band Sparklehorse.

## Levensloop
Linkous groeide op in een familie van mijnwerkers in Arlington. Na de scheiding van zijn ouders bracht hij zijn tienerjaren door bij zijn grootouders in Charlottesville, (Virginia), waar hij de middelbare school doorliep. Na zijn eindexamen trok hij begin jaren tachtig naar New York. Daar werd hij een van de oprichters van de groep Dancing Hoods. Deze band bracht een ep en twee albums uit. Na het verschijnen van het laatste album in 1988 verhuisden de leden van Dancing Hoods naar Los Angeles. Toen een doorbraak echter uitbleef, viel de groep uiteen. Linkous legde zich vervolgens toe op het schrijven van nummers voor anderen. Zo verscheen op het album Kerosene Hat van Cracker het nummer Sick of Goodbyes, dat Linkous samen met Crackerzanger David Lowery geschreven had. Hij was inmiddels teruggekeerd naar Virginia waar hij optrad onder de namen The Johnson Family' en Salt Chunk Mary.
In 1995 richtte Linkous Sparklehorse op. Hij was niet alleen de zanger, maar speelde ook de meeste instrumenten. Bij het debuutalbum Vivadixiesubmarinetransmissionplot, in 1995 uitgebracht door Capitol Records, kreeg Linkous ondersteuning van Lowery en andere leden van Cracker. Het leverde hem internationale erkenning op. In 1996 stond hij in het voorprogramma van Radiohead. Terwijl hij in Londen verbleef ondernam hij een zelfmoordpoging door een overdosis aan antidepressiva, valium en alcohol in te nemen. Hij was een paar minuten klinisch dood en belandde voor enige tijd in een rolstoel. Hij herstelde en bracht in 1999 een nieuw Sparklehorse-album uit: Good Morning Spider. Dit album was net als Vivadixiesubmarinetransmissionplot opgenomen in Linkous' thuisstudio in een boerderij in het dorp Bremo Bluff (Fluvanna County) in Virginia.
Op It's a Wonderful Life, het derde album van Sparklehorse, werkte Linkous voor het eerst samen met verschillende gastmuzikanten. Onder andere Tom Waits, Joan Wasser en PJ Harvey leverden bijdragen aan het album. Voor het vierde album Dreamt for Light Years in the Belly of a Mountain (2006) werkte Linkous samen met onder andere Danger Mouse. Hij was verder als muziekproducent betrokken bij A Camp (een soloproject van zangeres Nina Persson van The Cardigans) en Daniel Johnston. In 2004 produceerde hij The Late Great Daniel Johnston: Discovered Covered, een compilatiealbum gewijd aan Johnston. Met Danger Mouse en regisseur David Lynch was Linkous in 2009 verantwoordelijk voor het project en compilatiealbum Dark Night of the Soul.

## Overlijden
Linkous pleegde op 6 maart 2010 zelfmoord door zich in een steeg in Knoxville, Tennessee, met een geweer door het hart te schieten. Hij overleed ter plekke. Volgens een verklaring van de politie kampte Linkous met persoonlijke problemen. Hij verbleef op het moment van zijn zelfdoding bij een vriend en was van plan naar Knoxville te verhuizen, waar hij een studio wilde opzetten om een nieuw album af te maken.
- Bibsys: 7016382
- Gemeinsame Normdatei: 135079055
- International Standard Name Identifier: 0000 0001 1449 4759
- Library of Congress Control Number: no99022457
- MusicBrainz: d2b30590-4193-45ed-bd3b-4a6889c74ec0
- Virtual International Authority File: 79952029
- WorldCat: E39PBJjmVj9jhgq7PG8mKPyfMP